# Willi Morgenschweis
Willi Morgenschweis (* 1. Juli 1936 in Sulzbach-Rosenberg) ist ein deutscher Politiker (CSU).
Morgenschweis war über viele Jahre führend in der Katholischen Jugend tätig und danach in der Christlichen Gewerkschaft aktiv. Er war Betriebsrat in der Maxhütte und Mitglied der Katholischen Arbeitnehmer-Bewegung (KAB).
1962 trat Morgenschweis in die CSU ein. Er war Ortsvorsitzender in Sulzbach-Rosenberg, weiterer 1. Stellvertreter des Landrats und Mitglied des Stadtrats in Sulzbach-Rosenberg. Vom 16. Mai bis zum 14. Oktober 1990 war er Mitglied des Bayerischen Landtags. Er rückte für den ausgeschiedenen Wolfgang Dandorfer nach.